# Estrella Roja Fútbol Club
Estrella Roja Fútbol Club fue una organización deportiva sin fines de lucro, fundada en el año 2004 por la familia Mora. Se trata de Omar Mora, expresidente del Tribunal Supremo de Justicia de Venezuela, su esposa y su hijo. Este club buscó rescatar los mejores talentos en los sectores de escasos recursos en el área metropolitana de la ciudad de Caracas, capital de la República Bolivariana de Venezuela. Estrella Roja FC fue proyecto cívico-militar apoyado por la Fuerza Armada Bolivariana y varias empresas relacionadas al gobierno de Venezuela.

## Historia
En Estrella Roja FC participaron más de ochenta (80) jóvenes en el equipo de la Segunda División de Venezuela, así como las categorías Sub-20 y Sub-17. Todos estos equipos representan la primera fase del proyecto, la cual logró concentrar todas las categorías juveniles y afianzar su casa club en la sede de la Corte Marcial ubicada en el Fuerte Tiuna.
En la última campaña de la segunda división 2006/2007 Estrella Roja estuvo dirigido en un principio por el experimentado técnico Pedro Febles y luego por Enrique Maggiolo. El "equipo militar" se caracterizó por jugar con "puros criollos" y contaron con jugadores de experiencia como Antonio Boada, Javier Godoy, Lainderson Díaz, Luciano Roque, Carlos Velasco, Álvaro Suzzarini y Ernesto Jiménez. En la portería contaron con Ricardo Mammarella, ex-Caracas F
El apoyo de la Gobernación del Estado Vargas, Alcaldía Mayor del Distrito Metropolitano de Caracas, Alcaldía del Municipio Bolivariano Libertador e Industrias Venoco fue fundamental para que Estrella Roja llegase primero a la segunda división y luego a la primera división. En el caso de Venoco el patrocinio ha estado dirigido al acondicionamiento de la sede, dotación de uniformes de los diversos equipos y a la cobertura de los diversos gastos administrativos, entre otros. Los patrocinantes antes mencionados continuarán apoyando todos los esfuerzos para que esta organización sea reconocida a nivel nacional e internacional, ayudando a los jóvenes venezolanos más necesitados. Para su primera temporada en primera división esperan contar con el apoyo de PDVSA y de otras empresas públicas y privadas.
La directiva del Estrella Roja FC está encabezada por Marisol Centeno de Mora, como presidente y Rubén Socorro como coordinador general.
Para la temporada 2007/2008, en el marco del proceso de expansión de la Primera División Venezolana, Estrella Roja FC jugará por primera vez en la máxima categoría, y jugará sus 17 partidos como local en el Estadio Brígido Iriarte de El Paraíso (Caracas, DC) compartiendo la sede con el Caracas FC (la utiliza como sub-sede para algunos encuentros). Los entrenamientos del equipo se realizarán en Fuerte Tiuna.
A finales de mayo, con miras al inicio de la temporada 2007/2008, se inició un plan de reestructuración, con cambios en el plantel de jugadores que hizo vida en la segunda división la pasada campaña: del grupo de veinticinco jugadores sólo quedaron Lainderson Díaz, Henry Bautista, José Villafañe, Guillermo Octavio y Adrián Gomes. El cuadro capitalino también incorporó a los porteros Adrián Rivero y Mauricio Lázaro, además del sub-20 Luis Mora.
Estrella Roja FC esperaba realizar su primer fichaje internacional en la temporada 2007-2008 de la primera división, con el contrato de Patricio Neira, delantero chileno, sin embargo, el propio futbolista del Deportivo Temuco desmintió esta versión.
Jesús Iglesias fue confirmado por la directiva del club de la "estrella solitaria" como el primer técnico en la primera división, el cual ya había dirigido el equipo cuando disputó el torneo de Aspirantes.
Estrella Roja FC debutó en primera división el 5 de agosto de 2007, enfrentando al Deportivo Táchira en el Estadio Polideportivo de Pueblo Nuevo de San Cristóbal, la "catedral del fútbol venezolano", que fue una de las sedes de la Copa América Venezuela 2007. El juego finalizó con la victoria del Deportivo Táchira 6 goles a 1.
El equipo luchó toda la temporada por no descender, ocupando casi siempre los últimos lugares, pero cuatro victorias en las últimas cuatro fechas del torneo clausura le permitió al equipo permanecer en la primera división al ocupar el antepenúltimo puesto de la tabla acumulada. El Estrella Roja comenzó a disputar su segunda temporada en Primera División Venezolana 2008/09 con el argentino Daniel Lanata en la dirección técnica. En la mencionada temporada el Estrella Roja no logra mantenerse en la división de honor y se consuma el descenso a segunda división.
Luego del descenso en la temporada 2008-2009, el equipo se ha mantenido en la Segunda División de Venezuela las siguientes temporadas; para la temporada 2011-2012, Estrella Roja pelea hasta la última fecha en el Grupo Central por el último cupo para mantenerse en la categoría, venciendo en el último compromiso al Deportivo Peñarol FC con un marcador de 3 goles por 1, logrando así su permanencia en la Segunda División de Venezuela para la temporada 2012-2013. Para el Apertura 2012 de la Segunda División, el equipo capitalino finaliza en sexta posición de grupo, tras sumar 25 puntos en 18 partidos, debiendo disputar su permanencia en la categoría para el siguiente torneo de la temporada. En el Torneo de Promoción y Permanencia 2013, finaliza en sexta casilla del Grupo Central, desciendo nuevamente a la Tercera División para la temporada 2013-2014. En el Clasificatorio 2013 de la Tercera División, el equipo "cívico militar" finaliza en la tercera posición del Grupo Oriental, tras sumar 14 puntos, sin embargo logra avanzar al Torneo de Promoción y Permanencia 2014 ocupando el lugar de Victorianos FC que había sido descalificado. En dicho torneo, el equipo capitalino no logra regresar a la Segunda División de Venezuela, finalizando sexto de grupo con 21 unidades, apenas a 3 puntos de los lugares que otorgaban el ascenso.
Tras un tiempo de receso para una eventual reestructuración, desaparece el equipo por no obtener apoyo económico al finalizar el año 2014.

## Estadio
El Estadio Nacional "Brígido Iriarte" está ubicado en la ciudad de Caracas, Venezuela, es un complejo que cuenta con un campo de fútbol y una pista de atletismo, tiene capacidad para albergar a 8.040 personas sentadas oficialmente. Sin embargo, ha llegado a albergar hasta 20.000 personas cuando no contaba con sillas. Debe su nombre al atleta campeón nacional especialista en salto de garrocha y salto largo Brígido Iriarte.